# Ernst Seidler von Feuchtenegg

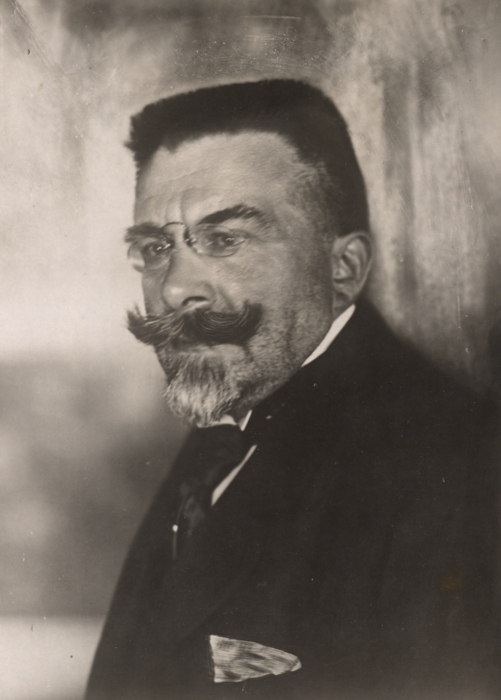
Ernst Ritter Seidler von Feuchtenegg

Ernst Seidler von Feuchtenegg (Schwechat, 5 juni 1862 - Wenen, 23 januari 1931), was een Oostenrijks politicus.

## Biografie
Ernst Seidler von Feuchtenegg werd op 5 juni 1862 geboren in Schwechat, Neder-Oostenrijk. Hij studeerde rechten en was jurist. Hij werd hoogleraar staatsrecht en onderwees aartshertog Karel van Habsburg-Lotharingen - de latere keizer Karel I van Oostenrijk - in het staatsrecht. Nadien was hij als hoge ambtenaar werkzaam op het ministerie van Landbouw.

### Minister-President van Oostenrijk
Ernst Seidler was van 1 juni tot 23 juni 1917 minister van Landbouw in het kabinet-Clam-Martinic, alvorens op 23 juni 1917 door keizer Karel I van Oostenrijk tot minister-president van het Oostenrijkse deel (Cisleithanië) van de Donaumonarchie te worden benoemd. Direct na zijn aantreden adviseerde hij keizer Karel om de Tsjechische nationalisten amnestie te verlenen, hetgeen de keizer ook deed. Seidler en de keizer waren van mening dat deze maatregel gunstig zou vallen bij de Tsjechische en andere Slavische volken in het Habsburgse rijk. Mogelijk hoopten de keizer en zijn premier ook dat de vrijgelaten Tsjechische leiders bereid waren om met de regering samen te werken. De vrijgelaten Tsjechen, die vóór de oorlog nog voorstanders waren van een federale monarchie, waren door hun gevangenschap verder geradicaliseerd en begonnen direct na hun vrijlating tegen de regering te agiteren.
Ernst Seidler was een typische Duits-Oostenrijkse aristocraat en bureaucraat. Hij was een aanhanger van het Duits-Oostenrijkse centralisme en was niet van plan de machtspositie van de Duitse bevolkingsgroep in Cisleithanië te delen met de Slavische volken. Seidler was niet bereid tot hervormingen en meende de volkeren van Oostenrijk gunstig te stemmen door enkele Slavische ambtenaren in zijn kabinet op te nemen.
In januari 1918, tijdens het hoogtepunt van de hongersnood in Oostenrijk-Hongarije, verzocht hij om directe maïs- en graanleveranties voor de hongerige bevolking. Maïs en graan moest worden aangevoerd uit de "graanschuur van Europa", Oekraïne. De centrale mogendheden (Duitsland, Oostenrijk-Hongarije, Bulgarije en het Ottomaanse Rijk) en Oekraïne (zojuist losgeweekt van het Russische rijk) sloten op 8 februari 1918 een vredesverdrag, waarna de graanleveranties aan het hongerende Oostenrijk-Hongarije konden worden geleverd. De maïs en het graan uit Oekraïne bleek echter ontoereikend voor de bevolking.
Het kabinet-Seidler werd in juli 1918 ten val gebracht en op 25 juli 1918 werd Seidler als premier opgevolgd door Max Freiherr Hussarek von Heinlein.
Seidler von Feuchtenegg overleed op 68-jarige leeftijd, op 23 januari 1931 in Wenen.

## Werken
- Die sozialwissenschaftliche Erkenntnis. Ein Beitrag zur Methodik der Gesellschaftslehre, G. Fischer, Jena 1930 (Herdruk: Springer, Wenen 1999, ISBN 3-211-83125-8)